# Dean Butler
Dean Butler (Prince George, Colúmbia Britànica, 20 de maig de 1956) és un actor de cinema i televisió i productor de cinema documental estatunidenc nascut al Canadà.

## Biografia

### Vida privada
Dean Butler creixí a Piedmont, Califòrnia, on estudià ciències de la comunicació a la Universitat del Pacífic a Stockton, Califòrnia. Està casat amb l'actriu Katherine Cannon, coneguda com a "Felice Martin" a "Beverly Hills 90210". Es van conèixer quan Katherine va fer un paper en la sèrie creada i produïda per Michael Landon anomenada El pare Murphy.
Actualment l'actor viu amb la seva dona a Los Angeles, Califòrnia.

### Carrera
La seva carrera com a actor va començar amb un petit paper a la sèrie de televisió Els carrers de San Francisco. El seu primer paper important arribà l'any 1976 al costat de Stephanie Zimbalist a la pel·lícula televisiva Forever, basada en la novel·la de Judy Blume.
Es va fer famós principalment a través de la presentació del marit de Laura Ingalls Wilder (interpretat per Melissa Gilbert), en que interpretava amb el nom d'Almanzo Wilder, a la famosa sèrie de televisió de la NBC Little House on the Prairie, produïda per Michael Landon. Després de la finalització de la sèrie el 1983, Butler actuà en diferents sèries de televisió i fou convidat en d'altres més.
Actualment treballa darrere de la càmera a la seva companyia de Documentació Pic Moore Enterprises Inc. També fou guardonat per la seva tasca amb diversos premis (entre ells els Premis Aurora).

### El món deLittle House on the Prairie
Quant a Little House on the Prairie, Butler continua estretament relacionat amb el món de la Laura Ingalls Wilder. Per exemple, per les aparences i presentacions en diversos esdeveniments en honor de l'autor de culte que ha descrit en una sèrie de llibres infantils amb la seva atzarosa vida en època dels pioners nord-americans. De fet, Butler ha dirigit, produït, escrit i narrat gairebé vuit hores de material addicional per a la col·lecció en DVD d'aquesta sèrie.
També, com a part de la celebració del 40è aniversari de Little House on the Prairie, la remasteritzà i la rellançà en DVD i en Blu-Ray. Després narrà un documental titulat El Fenomen Little House, en què es mostra com les deu temporades de la sèrie arriben i es venen al mercat.
A més, Butler ha produït dos documentals també de la sèrie, que s'inspiren en els llibres Little House de Laura Ingalls Wilder.